# Dreaming No11
Dreaming #11 – drugi album gitarzysty Joe Satrianiego, zawiera cztery utwory, wydany w 1988 roku przez Relativity Records. Minialbum (EP) osiągnął 42. pozycję na liście U.S. Billboard 200 i pozostał na tej liście jeszcze przez 26 tygodni.
Jego główny, studyjnie nagrany utwór, „The Crush Of Love”, znalazł się na 6. miejscu listy „Billboard’s” Mainstream Rock, i był nominowany w 1990 roku do nagrody Grammy w kategorii Best Rock Instrumental Performance. To była druga nominacja Satrianiego.
Pozostałe trzy utwory były nagrywane na żywo, podczas trasy Surfing With the Alien (1987).
Tytułowy utwór „Dreaming #11”, nieobecny na krążku, był wydany później w 1993 r. w albumie Time Machine. W sierpniu 1991 roku „Dreaming #11” zdobył wyróżnienie złotej płyty.

## Lista utworów
Opracowano na podstawie materiału źródłowego.
(muzyka: Joe Satriani)
1. „The Crush Of Love” – 4:20
2. „Ice 9” – 3:58
3. „Memories” – 8:46
4. „Hordes Of Locusts” – 5:08

## Twórcy
Opracowano na podstawie materiału źródłowego.
- Joe Satriani – produkcja muzyczna, aranżacje, gitara prowadząca, gitara rytmiczna, gitara basowa (utwór 1), instrumenty klawiszowe, instrumenty perkusyjne, programowanie perkusji
- Jeff Campitelli – perkusja, instrumenty perkusyjne (utwór 1)
- Jonathan Mover – perkusja, instrumenty perkusyjne (utwory 2-4)
- Bongo Bob Smith – perkusja, instrumenty perkusyjne (utwór 1), wymiana dźwięku
- Stuart Hamm – gitara basowa (utwory 2-4)
- David Bianco – inżynieria dźwięku (utwory 2-4)
- John Cuniberti – inżynieria dźwięku, remixing, produkcja muzyczna
- David Plank – asystent inżynierii dźwięku
- Bernie Grundman – mastering

## Listy sprzedaży
| Rok  | Lista         | Pozycja |
| ---- | ------------- | ------- |
| 1988 | Billboard 200 | 42      |